# Catedral del Mesías
La Catedral del Mesías (en indonesio: Katedral Mesias) es una "mega-iglesia" indonesia de la Iglesia evangélica reformada indonesia mayormente conformada por chino-indonesios en Sawah Besar, Yakarta. Fue inaugurada el 20 de septiembre de 2008 por Stephen Tong el líder de la iglesia GRII.
Es parte de la gran desarrollo "Centro de la Reforma del Milenio de Indonesia" (RMCI), que consiste en una sala de conciertos, el centro de bellas artes Sofilia, una biblioteca y una escuela de teología. La iglesia tiene una capacidad para 8.000 feligreses, en dos salas, con 4.500 en la mayor Sala Mesías.